# SEXUAL×××××!
『SEXUAL×××××!』（セクシュアル－!）は、日本のロックバンドであるBUCK-TICKの2枚目のオリジナル・アルバム。
1987年11月21日にビクター音楽産業のInvitationレーベルよりリリースされた。インディーズレーベルからリリースされた前作『HURRY UP MODE』（1987年）よりおよそ7か月ぶりにリリースされた作品であり、作詞・作曲はほぼ全曲で今井寿が担当、一部の曲で櫻井敦司が作詞を担当、BUCK-TICKによるセルフプロデュースとなっている。
BUCK-TICKとしては通算2枚目となるメジャーデビュー後初のアルバムであり、メンバーの意志によってレコード会社との契約通り、スタジオミュージシャンを起用せずメンバー自らの演奏がそのままレコーディングされている。「愛」をテーマにした楽曲が多く、また前作よりもメロディアスな楽曲が多く収録されている。
オリコンチャートでは最高位33位となり、インディーズシーンからメジャーデビューしたばかりの新人バンドとしては異例の売り上げとなった。また、本作からは1曲もシングルカットされていない。

## 背景
群馬県立藤岡高等学校の生徒たちを中心に結成されたBUCK-TICKは、東京に拠点を移しライブ活動を行っていた。その後BUCK-TICKに対する世間の認知度を高めるため、太陽レコード主催者のサワキカズヲプロデュースで、インディーズレーベルからアルバム『HURRY UP MODE』（1987年）をリリースする。リリースと同日には太陽レコード所属アーティストによるイベントライブが豊島公会堂にて開催され、無名バンドしか参加していないため当初は無謀であると言われていたが、結果として予想を上回る800人を動員し成功を収めることとなった。同公演には様々なレコード会社関係者も観覧に訪れており、BUCK-TICK獲得のためそれぞれが動き出しており、サワキが窓口となって各レコード会社のディレクターと交渉を行いBUCK-TICKのメジャー・デビューが検討されることとなった。その際にメンバーはサワキに対し下記の条件を出していた。

- 髪型、メイク、衣装などは今まで通りのままでイメージ・チェンジはさせないこと。
- メンバーはこの5人のままであること。
- レコーディングにはスタジオ・ミュージシャンを起用しないこと。
- プロデューサーをつけないで、自分たちでセルフ・プロデュースをやっていきたいこと。

上記の条件が満たされなければメジャー・デビューする必要性がないとメンバーは考えていた。最終的にレコード会社は数社に絞り込まれ、その中でもビクターは制作5部と制作2部 (Invitation) が同時に交渉に当たるなど獲得に向けて特段に力を入れていた。豊島公会堂の公演を観覧したビクター制作5部所属のディレクターである田中淳一は、BUCK-TICKの存在がこれからの音楽制作に必要不可欠であると考えていた。一方で制作2部であるInvitattion所属のディレクターである高垣健もBUCK-TICK側との交渉を進めていた。高垣はBUCK-TICKメンバーと直接会い、前述の条件をすべて了承した上で翌日から好きな時間にスタジオを自由に使用して構わないという条件も付け加えた結果、メンバーはビクターとの契約を決定した。
1987年6月16日には渋谷ライブインにて「BUCK-TICK現象・II」と題したライブを決行し600人を動員した。櫻井敦司は同公演の中で聴衆に対しビクターと契約したことを告げ、「これからもヨロシク!」とMCを行った。また同公演の模様を収録したライブ・ビデオ『BUCK-TICK現象 at 渋谷LIVE INN』が本作よりも前の9月21日にリリースされ、アルバムに先行してビデオでメジャー・デビューを果たす形となった。『HURRY UP MODE』リリースからわずか2か月でメジャー・デビューが決定したことに対して、今井寿は不思議な感覚を覚えており、また樋口豊は「プロ意識」という言葉を意識してバンドに対する責任感が強くなることを感じていた。また、メジャー・デビューすることでサワキ1人での運営が困難となることから、サワキの知り合いであった枡岡慶彦を中心にBUCK-TICKの個人事務所となる「SHAKING HANDS」が9月3日に設立された。

## 録音、制作
本作のレコーディングは1987年7月26日から8月18日まで、アバコクリエイティブスタジオおよびスターシップスタジオ、ビクター青山スタジオにて行われた。
メンバーは制作に当たり、「日本のミュージック・シーンをかき混ぜるようなアルバムを作りたい」という思いでレコーディングを開始した。当時は「せーの!」の合言葉と共にで1発録りでレコーディングされ、ドラムおよびベース、サイドギターが問題なければ基本的にそのテイクを採用しており、ヤガミトールは「ユータとヒデがしくってなければまあOKだろうっていうレベル」と述べている。収録曲の「MY EYES & YOUR EYES」においてスネアドラムのフチを叩く「クローズド・リム」という叩き方をしているが、途中から位置がズレて音が変化している。当時は「メインの演奏が間違っていなければそれでいい」という判断だったため、再録音はされなかった。
レコーディング・エンジニアは、後にTHE BLUE HEARTSやTHE YELLOW MONKEYを手掛けることになる山口州治が担当している。表題曲である「SEXUAL×××××!」のレコーディング中にヤガミが「スネアの音がおれの感じじゃないんですけど」と伝えたところ、山口は録音機械を止めた上で「じゃ、明日やりますから」と言い残して帰宅。ヤガミは山口を怒らせたと思い、打ち上げの時に「生意気なこと言ってすいませんでした」と謝ったら、「君たちのアルバムだから、それでいいんです。セルフプロデュースでやってるんだから、それで間違ってないですよ」と返答されたと述べている。また新人バンドということもあり、ビクター側からプロデュースの補佐的な役割として、頭脳警察のパンタのサポートなどを行っていたキーボーディストの中山努が参加することとなった。
レコーディング中には演奏ミスなどもあったが、ビクターはそれを全否定することや、スタジオミュージシャンを起用し音源を差し替えるという提案をしなかった。BUCK-TICKが持っているものを活かしつつ、どうすればより改善されるのかという試行錯誤を真剣に検討してくれたと後にヤガミは述べている。特に、アルバムタイトルはもともとは性交を意味する英語の『SEXUAL INTERCOURSE』だったが、「あまりにもストレートすぎるから、『SEXUALXXXXX！』にしたらどう？』と提案された。「SEXUAL」とは英語で「性的」という意味であり、「SEXUAL INTERCOURSE」という言葉は収録曲である「SEXUAL×××××!」の歌詞の一部として使用されている。

## 音楽性とテーマ
本作のテーマとして「愛」を題材としたものが多いと質問されたことに対し、櫻井は男女の恋愛に限らず家庭愛でも片思いにしても個人によって微妙に異なる感覚が面白いと述べ、作詞については実体験と想像の半々であるとして、一節は実体験であっても残りの歌詞は想像や人づてに聞いた話を膨らませていると述べている。恋愛体験が豊富でなくてもラブソングは制作できるかとの質問に対し、ヤガミは恋愛経験が少なくてもそれを補うのが想像力であると述べている。櫻井はSEXだけが愛ではなく、プラトニックな純愛を描いたのが「ILLUSION」であり、その対極にある曲が「SEXUAL×××××!」であると述べ、自らの恥部を人に見せることで自らの弱い部分に重ね合わせることができるのではないかと述べている。また、「DREAM OR TRUTH」に関しては愛の両極端な部分を描いた曲であると櫻井は述べ、愛は気持ちや状況で常に上昇や下降に繋がり真実もウソになり夢も現実も紙一重であるとした上で、恋愛することに理由はないと総括している。今井は前作との違いは曲に対してメロディの乗せ方が工夫できるようになった点であると述べ、コードとメロディの組み合わせ方が自身の中で進歩したとも述べている。
本作の音楽性に関して、書籍『BUCK-TICK ~since 1985-2011~ 史上最強のROCK BAND』では同郷の先輩格に当たるBOØWYからの影響が顕著に感じられると述べた上で、「独特のメロディセンスが光っている作品」であると記されている。書籍『B-T DATA』では「ストレートな8ビートをベースにしながらもアイデア豊富な楽曲ぞろいで、今なお色褪せない輝きに満ちたメロディがまぶしい」と記されているほか、「パンクからニュー・ウェイヴの影響を感じさせるアレンジセンスと、中性的な魅力を持つ櫻井の歌声が初々しい」とも記されている。

## リリース
1987年11月21日にビクター音楽産業のInvitationレーベルから、LP、CD、CTの3形態でリリースされた。
2002年9月19日には、ビクターエンタテインメントのHAPPY HOUSEレーベルから比留間整監修によるデジタルリマスター版がリリースされ、初回限定盤にはジャケットサイズのオリジナルステッカーが付属されたほか、ボーナス・トラックとして「ROMANESQUE (released from BT)」および「SEXUAL ×××××! (another Climax Together Live)」の2曲が追加収録された。
2007年9月5日には生産限定品として、ビクター所属時代のアルバム全12作品のデジタルリマスター版が紙ジャケット仕様でリリースされた。同版には携帯サイズのロゴステッカー・シートが封入されたほか、全タイトルを一括購入すると先着で全タイトル収納ケースがプレゼントされるキャンペーンが行われた。
収録曲の「MY EYES & YOUR EYES」は、後にリアレンジおよび再録されたバージョンが25枚目のシングル「RENDEZVOUS 〜ランデヴー〜」（2007年）のカップリングとして収録された。2012年に行われたファン投票ではビクター、マーキュリー在籍時に発表されたシングルを除く全楽曲の中から1位に選ばれた。
後にトリビュートアルバム『PARADE II 〜RESPECTIVE TRACKS OF BUCK-TICK〜』（2012年）において、「EMPTY GIRL」をN'夙川BOYS、「SEXUAL×××××!」をacid androidがカバーした。

## プロモーション
本作リリースと前後してBUCK-TICKを取り上げる雑誌などが増加しており、インタビューでは「なぜ髪を立てているんですか?」といった質問や、「どうやったら、そんなに髪が逆立つのですか?」「メジャーとインディーズの違いは?」などの質問が投げかけられ、口数の少ない今井や星野英彦などは取材中に一言も発しないこともあった。その代わりに樋口やヤガミがメンバーを代表するような形で質問に答えることが多くなった。後に今井は「インディーズとメジャーの違いなんて言われても、最初っからそんなの意識してなかったから答えることなんてできないよなあ」と述べており、また人見知りであった星野はインタビュアーからの質問に苦痛を感じていた。
また髪を逆立てていることに関して、「売れるために、目立とうと思ったのですか?」という質問に対して、メンバーは売れるためにバンドを組んでいるわけではなく、自分たちが良いと思ったことを実行しているだけであり、誤解と偏見が生じていることをメンバーは痛感せざるを得ない状態となっていた。

## ツアー
本作リリース後となる1987年12月11日には、「BUCK-TICK現象III」と題された初の大ホールとなる日本青年館公演が行われた。メンバーはメジャー・デビューしてからわずか2か月足らずの状態で、最大1360人を収容する大ホールでの公演が可能であるのかを疑問視しており、またその後に予定されていた全国ツアーも含めて大ホール公演は東京のみであった。しかし10月中旬には日本青年館公演のチケットが2日間で完売したとの情報が寄せられ、メンバーは自分たちが思っている以上に注目を集めているという事態に驚愕していた。当日にメンバーは「よりBUCK-TICKらしいライブをやる」ということのみに専念し、また派手な演出や照明などはすべてメンバー自らが提案したアイデアが採用された。
その後12月19日の札幌メッセホール公演を皮切りに、12月27日の青森FREE LIVE SPACE 1/3公演まで「BUCK-TICK現象 III TOUR」と題したコンサートツアーを6都市全6公演を実施した。12月31日には新潟市産業振興センターにて行われたイベントライブ「ROCK'N'ROLL BAND STAND」に参加、5000人の聴衆の前で演奏することとなった。

## チャート成績
本作はオリコンチャートにて最高位33位となり、登場回数は15回で売り上げ枚数は4.4万枚となった。この記録はインディーズからメジャー・デビューしたばかりの新人バンドとしては異例な売れ行きであったが、メンバー自身はこのチャート順位に関しては判断に苦しむ状態となっていた。実際にライブなどで聴衆を前にしている時とは違い、日本全国のどの程度の人間が本作を購入しているのか皆目見当もつかないことからメンバーは漠然と事実を受け入れるのみであった。
本作の売り上げ枚数はBUCK-TICKのアルバム売上ランキングにおいて17位となっている。また、2022年に実施されたねとらぼ調査隊によるBUCK-TICKのアルバム人気ランキングでは12位となった。

## 収録曲
全作詞・作曲: 今井寿（特記除く）、全編曲: BUCK-TICK、中山努。
| #         | タイトル                     | 作詞  | 作曲・編曲 | 時間 |
| --------- | ---------------------------- | ----- | ---------- | ---- |
| 1.        | 「EMPTY GIRL」               |       |            | 3:35 |
| 2.        | 「FUTURE FOR FUTURE」        |       |            | 3:51 |
| 3.        | 「DREAM OR TRUTH」           |       |            | 4:19 |
| 4.        | 「DO THE "I LOVE YOU"」      |       |            | 2:55 |
| 5.        | 「ILLUSION」(作詞: 桜井敦司) |       |            | 6:18 |
| 合計時間: | 合計時間:                    | 20:58 |            |      |

| #         | タイトル                         | 作詞  | 作曲・編曲 | 時間 |
| --------- | -------------------------------- | ----- | ---------- | ---- |
| 6.        | 「SEXUAL×××××!」(作詞: 桜井敦司) |       |            | 3:32 |
| 7.        | 「SISSY BOY」                    |       |            | 4:25 |
| 8.        | 「MIS-CAST」                     |       |            | 3:32 |
| 9.        | 「HYPER LOVE」                   |       |            | 5:02 |
| 10.       | 「MY EYES & YOUR EYES」          |       |            | 4:56 |
| 合計時間: | 合計時間:                        | 21:27 |            |      |

| #         | タイトル                                                        | 作詞  | 作曲・編曲 | 時間 |
| --------- | --------------------------------------------------------------- | ----- | ---------- | ---- |
| 1.        | 「EMPTY GIRL」                                                  |       |            | 3:34 |
| 2.        | 「FUTURE FOR FUTURE」                                           |       |            | 3:50 |
| 3.        | 「DREAM OR TRUTH」                                              |       |            | 4:18 |
| 4.        | 「DO THE "I LOVE YOU"」                                         |       |            | 2:57 |
| 5.        | 「ILLUSION」(作詞: 桜井敦司)                                    |       |            | 6:18 |
| 6.        | 「SEXUAL×××××!」(作詞: 桜井敦司)                                |       |            | 3:31 |
| 7.        | 「SISSY BOY」                                                   |       |            | 4:25 |
| 8.        | 「MIS-CAST」                                                    |       |            | 3:32 |
| 9.        | 「HYPER LOVE」                                                  |       |            | 5:02 |
| 10.       | 「MY EYES & YOUR EYES」                                         |       |            | 5:02 |
| 11.       | 「ROMANESQUE (released from BT)」                               |       |            | 3:58 |
| 12.       | 「SEXUAL×××××! (Another Climax Together Live)」(作詞: 桜井敦司) |       |            | 3:52 |
| 合計時間: | 合計時間:                                                       | 50:19 |            |      |

## スタッフ・クレジット

### BUCK-TICK
- 桜井敦司 - ボーカル
- 今井寿 - ギター
- 星野英彦 - ギター
- 樋口豊 - ベース
- ヤガミトール - ドラムス

### 参加ミュージシャン
- 中山努 - キーボード、コーラス
- 田中純一 - コーラス

### スタッフ
- BUCK-TICK - プロデューサー
- 田中純一 - ディレクター
- 村木敬史 - ディレクター
- SHAKING HANDS INC.
  - ヤスハラショータク - アーティスト・マネージメント
  - 枡岡慶彦 - アーティスト・マネージメント
- 浅見繁男 - ロード・マネージャー
- 山口州治 - レコーディング・エンジニア、リミックス・エンジニア
- 池田秀明 - レコーディング・エンジニア
- 福井弘貴 - レコーディング・エンジニア
- 豊島直己 - プロモーター
- 古居隆志 - コーディネーター
- ながおかきよし - コーディネーター
- 三宅克徳 - ADデザイナー
- 加藤正憲 - 写真撮影
- こいけまさひと - コスチューム・デザイン
- 渡辺さゆり - スタイリスト
- 樋口和光 - エグゼクティブ・プロデューサー
- サワキカズヲ - エグゼクティブ・プロデューサー
- 高木修 - スペシャル・サンクス
- コルグ - スペシャル・サンクス
- 桜井裕子 - スペシャル・サンクス
- ラ・ケンジントン - スペシャル・サンクス
- クレイジーキャット（原宿） - スペシャル・サンクス
- ロマンティック - スペシャル・サンクス

## リリース履歴
| No. | 日付           | レーベル                                | 規格     | 規格品番                                    | 最高順位 | 備考                                                                                               |
| --- | -------------- | --------------------------------------- | -------- | ------------------------------------------- | -------- | -------------------------------------------------------------------------------------------------- |
| 1   | 1987年11月21日 | ビクター音楽産業／Invitation            | LP CT CD | VIH-28307 (LP) VCF-10336 (CT) VDR-1435 (CD) | 33位     | |
| 2   | 2002年9月19日  | ビクターエンタテインメント／HAPPY HOUSE | CD       | VICL-60981（初回盤） VICL-60961（通常盤）   | -        | デジタルリマスター盤（監修：比留間整） 初回盤のみボーナストラック2曲収録、オリジナルステッカー封入 |
| 3   | 2007年9月5日   | ビクターエンタテインメント／Invitation  | CD       | VICL-62541                                  | -        | デジタルリマスター盤、紙ジャケット仕様                                                             |